# Fermín de Marcilla
Fermín Garcés de Marcilla fue un noble Infanzón que participó, junto con sus vasallos, en la batalla de las Navas de Tolosa (Jaén). Por esa acción, el rey de Navarra le concedió a la villa de Marcilla (Navarra) el colocar en su escudo de armas las cadenas de las Navas.

## Breve biografía
De la actuación de Fermín de Marcilla y sus vasallos en la Navas de Tolosa saca en consecuencia Artadill que Marcilla, en un principio, llevó como escudo de armas un castillo con las cadenas de las Navas y no un arbusto como figuraba en el blasón municipal en el año 1912 en que se suscitó la duda de la autenticidad. Marcilla concurrió a las Navas de Tolosa con cuarenta y nueve pueblos más de Navarra, a todos los cuales se les concedió la honra de ostentar en las armas del municipio las consabidas cadenas. De los cincuenta pueblos se dejaron perder ese distintivo blasonado veinte pueblos y entre ellos Marcilla.
La biografía de Fermín de Marcilla se completa con la de Juan Diego Garcés de Marcilla, el llamado amante de Teruel".
- Datos: Q5859049